# パークシティ大崎
パークシティ大崎（パークシティおおさき、Park City Osaki）は、東京都品川区北品川で行われた再開発事業。超高層ビル、超高層マンション等で構成される。

## 概要
大崎駅周辺は、1982年に「東京都長期計画」において、池袋・新宿・渋谷・臨海等と並ぶ副都心の一つに指定されて以降、地区内に集積する中小工場の土地利用転換が再開発により飛躍的に進んだ。
1985年に「市街地整備基本構想」、翌年に「大崎駅周辺地区市街地整備構想」（テクノスクエア構想）が定められ、1987年に大崎ニューシティ、1999年にゲートシティ大崎が誕生。大崎副都心としての街づくりは進展していく。
「北品川五丁目第1地区第一種市街地再開発事業」（パークシティ大崎）は1991年に小関親睦会ブロックまちづくり研究が発足し、再開発に向けての検討がスタート。その後、2007年に都市計画決定、2009年に組合設立、2011年の権利変換認可等の節目を経て、2012年4月に本体工事が着工、2015年6月に開業し、9月に商業ゾーン「オリーブテラス」がグランドオープンしたことで全体が完成した。事業費は約1,159億円。 
開発エリアの5街区に大崎ブライトタワー、大崎ブライトコア、パークシティ大崎 ザ レジデンス、パークシティ大崎 ザ タワー、北品川地域交流施設、Sumビル、大崎ブライトプラザの7棟が建設されたほか、目黒川への周辺住宅からの汚水流入を抑える合流改善施設がこの再開発で整備された小関橋公園の地下に設けられた。また敷地全体の緑化率を30%超にたかめて、緑あふれるオープンスペースなど歩いて楽しい潤いと賑わいのある街並みを実現している。

## 施設構成

### 大崎ブライトコア
水平方向に展開するグラデーションを特徴とするBCPに対応したオフィスビルである。3・4階には品川産業交流支援施設「SHIP」が入居する。SHIPは500席を収容する多機能ホールとオープンラウンジ、インキュベーションオフィスなどで構成される。
大崎ブライトタワーとは、2階レベルの空中デッキで接続されており、一体的な利用と利便性に配慮して整備された。

### パークシティ大崎 ザ レジデンス
目黒川沿いに建つ地上18階建ての共同住宅。全ての住戸から目黒川を望めるように弓型の平面プランとなっている。2階のエントランスラウンジからは、目黒川沿いの桜並木を見下ろすことができる。

### 大崎ブライトプラザ
2階建ての店舗棟。1階にドラッグプラス品川御殿山店（スーパーマーケット）、2階にクリニックモールが入る。3階レベルの屋上庭園は一般に開かれた公共空地で、植栽と芝生の広場となっている。

### Sumビル
地上4階建てで、大崎地区のものづくり産業の継承を目的に整備された作業所棟。高い階高設定や重荷重対応など、様々な使われ方を想定したスペックとした。

### 北品川地域交流施設
目黒川に面し、同じ再開発で整備された小関橋公園と連続するように一体的に整備された地域交流施設。平屋建て。夜間もガラス越しに内部の様子が映し出され、街の賑わいに貢献している。カフェ & ホール アワーズが入る。

## 交通
- 山手線大崎駅 徒歩3分
- 東京臨海高速鉄道りんかい線大崎駅 徒歩3分